# Placówka Straży Celnej „Rybin”

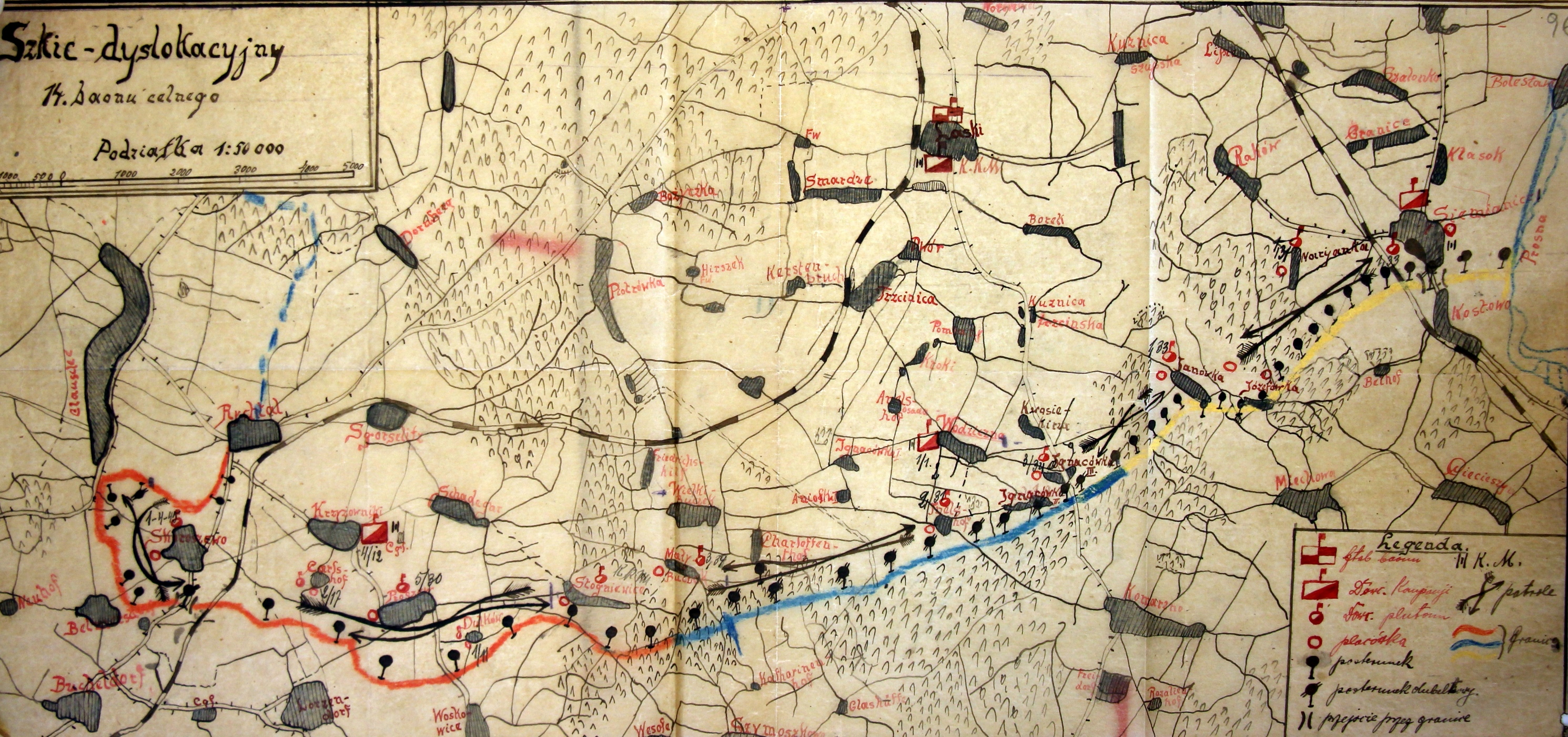
Rozmieszczenie 14 batalionu celnego

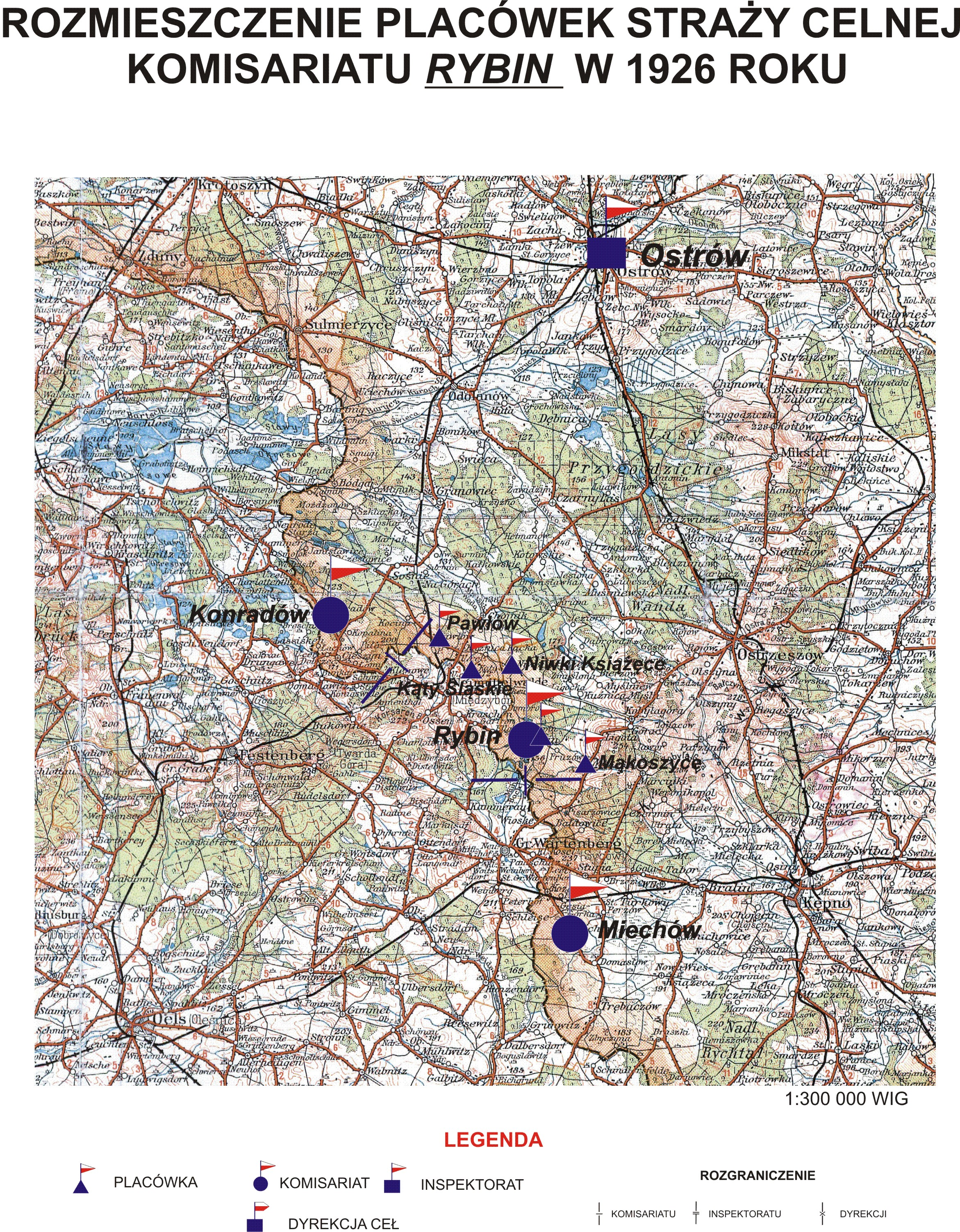
Rozmieszczenie placówek Straży Celnej Komisariatu Rybin

Placówka Straży Celnej „Rybin” – jednostka organizacyjna Straży Celnej pełniąca w okresie międzywojennym służbę ochronną na granicy polsko-niemieckiej.

## Formowanie i zmiany organizacyjne
Na wniosek Ministerstwa Skarbu, uchwałą z 10 marca 1920 roku, powołano do życia Straż Celną. Od połowy 1921 roku jednostki Straży Celnej rozpoczęły przejmowanie odcinków granicy od pododdziałów Batalionów Celnych. W 1921 roku na terenie Słupi stacjonował sztab 1 kompanii 14 batalionu celnego. 1 kompania  wystawiła placówkę w Rybinie. Proces tworzenia Straży Celnej trwał do końca 1922 roku. Placówka Straży Celnej „Rybin” weszła w podporządkowanie komisariatu Straży Celnej „Rybin” z Inspektoratu SC „Ostrów”.
W drugiej połowie 1927 roku przystąpiono do gruntownej reorganizacji Straży Celnej. W praktyce skutkowało to rozwiązaniem tej formacji granicznej. Ochronę północnej, zachodniej i południowej granicy państwa przejęła powołana z dniem 2 kwietnia 1928 roku Straż Graniczna.
Rozkazem nr 3 z 25 kwietnia 1928 roku w sprawie organizacji Wielkopolskiego Inspektoratu Okręgowego dowódca Straży Granicznej gen. bryg. Stefan Pasławski powołał komisariatu SG „Słupia”. Placówka Straży Granicznej I linii „Rybin” znalazła się w jego strukturze.

## Funkcjonariusze placówki
Kierownicy placówki
| stopień    | imię i nazwisko, numer       | okres pełnienia służby | kolejne stanowisko |
| ---------- | ---------------------------- | ---------------------- | ------------------ |
| przodownik | Franciszek Stachowiak (1313) | był w 1926             |                    |

Obsada personalna placówki w 1926:
- przodownik Franciszek Stachowiak (1313)
- strażnik Kazimierz Drzewiecki (1652)
- strażnik Czesław Biegała (2337)
- strażnik Michał Maciejewski (1203)
- strażnik Michał Rudziński (1268)
- strażnik Walenty Pawlak (2628)
- strażnik Szczepan Bloch (3264)
- strażnik Franciszek Jaskólski (1085)